# Леваньці
Леваньці (словен. Levanjci) — поселення в общині Дестрник, Подравський регіон‎, Словенія.